# Lemmerweg (Sneek)
De Lemmerweg is een belangrijke doorgaande weg op de rand van de wijk Hemdijk in Sneek. Buiten de stad is de Lemmerweg bekend als N354.
De weg kreeg zijn naam in 1843 en werd vernoemd naar de stad Lemmer, in welke richting de weg vanuit Sneek leidt. De weg was een van de eerste verharde wegen in Friesland en diende ter stimulering en verbetering van het vervoer over de weg. De straat verbindt het Hoogend met de Ripewei.
Aan de Lemmerweg bevindt zich het Hotel Ozinga, de Watertoren en de Waterpoort. De Lemmerweg kruist de Rijksweg 7 en, met behulp van de Lemmerwegbrug, de stadsgracht.